# الشركة الليبية للبريد والاتصالات وتقنية المعلومات القابضة
الشركة الليبية للبريد والاتصالات وتقنية المعلومات القابضة (تعرف اختصارا: LPTIC) شركة قابضة ليبية، تأسست بقرار من مجلس الوزراء الليبي سنة 2005، لتمتلك شركات الاتصال الكبرى بليبيا.

## الشركات التابعة[2]

### شركة البنية للاستثمارات والخدمات
تأسست الشركة بقرار من رئيس مجلس الإدارة بالشركة الليبية للبريد والاتصالات وتقنية المعلومات (القابضة) وتتمثل نشاطاتها في الاستثمار وبناء وتشييد وتملك وصيانة وتشغيل منشآت البني التحتية من الشبكات الرئيسية والفرعية اللازمة لتقديم خدمات الاتصالات.

### شركةبريد ليبيا
تأسست الشركة بقرار من رئيس مجلس الإدارة بالشركة الليبية للبريد والاتصالات وتقنية المعلومات (القابضة) وتتمثل نشاطاتها في إنشاء وتشغيل وإدارة وتنظيم الخدمات البريدية وكذلك تسويق الخدمات والمنتجات لصالح الجهات العامة والخاصة وذلك عبر مكاتب الشركة البالغ عددها 214 مكتب منتشرة في ليبيا.

### شركةهاتف ليبيا
تأسست الشركة بقرار من رئيس مجلس الإدارة بالشركة الليبية للبريد والاتصالات وتقنية المعلومات (القابضة) رقم (4) لسنة 2008 م، لأغراض تشغيل وصيانة المنظومات السيادية وتطوير شبكة وطنية للهاتف وتشمل المنظومات المحلية المتمثلة في مقسمات العبور والمقسمات الفرعية ووسائط الربط داخل المدن وتقديم كافة الخدمات للمشتركين.

### شركةالاتصالات الدولية الليبية
شركة الاتصالات الدولية الليبية هي إحدى الشركات التابعة للشركة الليبية للبريد والاتصالات وتقنية المعلومات القابضة وقد تم تأسيسها سنة 2008ف لتتولى إدارة جميع منافذ الاتصالات الدولية بليبيا وتلبية احتياجات الاتصالات الدولية لــمـجموعة الشركات التابعة للشركة الليبية للبريد والاتصالات وتقنية سواء الاتصـــالات الهاتفية أو خدمات البيانات، وقد جاء تأسيس شركة الاتصالات الدولية الليبية انطلاقا من الإيمان العميق بأهمية الاتصـالات الدولية في رقي وتطور بيئة التعليم والعمل في أي مجتمع واستجابة للطلب المـــتزايد على خدمات الاتصالات الدولية والانترنت في ليبيا.

### شركةالجيل الجديد للتقنية
جاء تأسيس شركة الجيل الجديد للتقنية للمساهمة في تحسين وتطوير سوق الاتصالات المحلي وذلك بنقل وتوطين التقنيات الحديثة في مجال الاتصالات وبما يمّكن الشركة من المنافسة محلياً وعلى الصعيد الدولي، وذلك بتقديم كافة خدمات الاتصالات المتكاملة من خدمات الهاتف الثابت والمحمول والانترنت وخدمات البث المرئي وخدمات شبكة الجيل القادم.
وتعتبر الجيل الجديد للتقنية هي المشغل المتكامل الأول في ليبيا والذي ينتهج إستراتيجية تعتمد على التنوع والتكامل في تقديم الخدمات هدفها الفوز برضا الزبون.

### شركةالمدار الجديد
شركة المدار الجديد إحدى الشركات التابعة للشركة الليبية القابضة للاتصالات وتقنية المعلومات، وتأسست سنة 1996 , كما بدأت الشركة في تقديم خدماتها للجمهور سنة 1997 , تصنف المدار الجديد كأول مشغل للهاتف المحمول في ليبيا.

### شركةليبيا للاتصالات والتقنية
شركة ليبيا للاتصالات والتقنية هي أحد الشركات الليبية الرائدة في مجال الإنترنت والاتصالات وتقنية المعلومات، وذلك منذ إنشائها سنة 1997 عندما بدأت الشركة في القيام بالدراسات العلمية الدقيقة لوضع اللبنة الأولى لعدد من المشروعات في مجالات الاتصالات وتقنية المعلومات، وبتاريخ 1-9-1999 مسيحي، أطلقت الشركة مشروع الإنترنت، لتصبح مزوّد خدمة الإنترنت الأول والرئيسي في ليبيا، ذلك بالإضافة إلى تفردها في تقديم العديد من الخدمات المميزة التي تضع شركة ليبيا للاتصالات دوماً في الطليعة.

### شركةليبيانا للهاتف المحمول
بدأت ليبيانا عملها داخل ليبيا في سبتمبر سنة 2004 م، وحققت ليبيانا خلال هذه الفترة الوجيزة انجازات كبيرة، فقد قامت ببناء شبكة اتصالات لاسلكية تدعم خدمات الهاتف المحمول بمختلف مناطق ليبيا، وواصلت الارتقاء بالخدمات بتوفير خدمة الإنترنت والرسائل متعددة الوسائط والبريد الصوتي عبر شبكتها، كما أنها كانت السباقة في تقديم خدمة خط هاتف الجيل الثالث على مستوى شمال إفريقيا في سبتمبر 2006 م.

### الأكاديمية الليبية للاتصالات والمعلوماتية
تأسست الأكاديمية بموجب قرار مجلس إدراة الشركة الليبية للبريد والاتصالات وتقنية المعلومات القابضة رقم 15 لسنة 2021م كشركة وطنية تدريبية وتطويرية متخصصة، تخدم قطاع الاتصالات وبقية القطاعات الخاصة والحكومية، وتختص بإعداد ورفع كفاءة العناصر البشرية من خلال التدريب المستمر. كما تقدم الدراسات والاستشارات الفنية لتوطين التقنية وتمكين التحول الرقمي في كافة القطاعات ذات العلاقة.

## وصلات خارجية
- موقع شركة ليبيانا
- موقع شركة المدار الجديد
- موقع شركة هاتف ليبيا
- موقع شركة ليبيا للإتصالات والتقنية
- موقع الجيل الجديد
- موقع بريد ليبيا
- موقع شركة الاتصالات الدولية الليبية